# Base adresse nationale
Pour les articles homonymes, voir BAN.
La Base adresse nationale (BAN) est la base de données de référence des adresses en France contenant la correspondance entre adresse non nominative (numéro, nom de voie, lieu-dit et commune) et position géographique de plus de 25 millions d'adresses sur le territoire français. Elle est alimentée par les Bases adresse locales (BAL) et bases d'adresses gérées localement par les communes conformément à l'article 169 de la Loi 3DS.
Elle est administrée conjointement par l'Institut national de l'information géographique et forestière (IGN), la direction interministérielle du numérique (DINUM) et l'Agence nationale de la cohésion des territoires (ANCT). 
Les données sont téléchargeables sur le site en licence ouverte. Ces informations permettent d'effectuer du géocodage, du géocodage inverse, de l'auto complétion d'adresses et de vérifier l'existence d'une adresse.

## Historique
La BAN est inaugurée le 15 avril 2015 par la signature d'une convention entre quatre fondateurs :
- l'IGN ;
- le groupe La Poste ;
- OpenStreetMap France (association loi de 1901) ;
- la mission Etalab, représentant un service du Premier ministre chargé de l'Open Data en France.

Les données téléchargeables sur le site sont proposées sous « licences gratuite de repartage ». Par ailleurs, OpenStreetMap France diffuse des données issues de la Base adresse nationale (BAN) sous licence libre Open Database License (ODbL).
Conformément à la décision du Premier ministre, la Base adresse nationale (BAN) est disponible intégralement sous Licence Ouverte depuis le 1er janvier 2020.

## Base de données de référence
La Base adresse nationale (BAN) fait partie des neuf bases de données de référence, instituées par la loi pour une République numérique du 7 octobre 2016, dite Lemaire. Le décret d'application no 2017-331 du 14 mars 2017 relatif au service public fixe la mise à disposition de ces données de référence.

## Bases adresse locales
Les communes sont les seules autorités compétentes pour mettre à jour les adresses de leur territoire. Pour créer, modifier et publier leur Base adresse locale (BAL) et alimenter la Base adresse nationale (BAN), chaque commune dispose de différents outils :
- l'éditeur national en ligne « Mes Adresses » ne nécessitant aucun prérequis[9],
- le dépôt d'un fichier au format BAL[10], format défini par l'association des ingénieurs territoriaux de France (AITF)[11] ; dans sa première version en 2015, sur data.gouv.fr, par formulaire de dépôt ou par API de dépôt[12],[13]. Le moissonnage et l'API de dépôt sont des méthodes plus avancées que le formulaire de publication, toutes les méthodes étant détaillées dans la documentation en ligne[14]. L'adoption de la charte de la Base adresse locale (BAL) est demandée aux organismes de mutualisation qui utilisent l'API de dépôt pour le compte de communes afin de garantir la gouvernance, le format BAL le plus récent et le principe du DLNUF[15].

Les communes ont la possibilité de conserver les adresses en langues régionales, ainsi que leurs lieux-dits comme spécifié dans l'article 169 de la loi 3DS,.
Lorsqu'une commune n'a pas encore publié sa Base adresse locale (BAL), la Base adresse nationale (BAN) contient des adresses issues d'un assemblage de sources composites (IGN, DGFiP et Arcep). Une Base adresse locale (BAL) publiée devient l'unique source d'adresse dans la Base adresse nationale (BAN). L'avancée de la publication des Bases adresse locales (BAL) est disponible.
Le programme Bases adresse locales (BAL) de l'ANCT accompagne les communes pour les outiller et les aider à publier leur Base adresse locale (BAL). 

### Note
1. ↑  « Le conseil municipal procède à la dénomination des voies et lieux-dits, y compris les voies privées ouvertes à la circulation ».